# Hilding Eek
Hilding Eek, född 8 mars 1910 i Visby, död 1983, var en svensk jurist, professor i internationell rätt och folkrätt vid Stockholms universitet från 1955, ledamot av SIPRI:s styrelse samt av Unescos exekutivkommitté.

## Biografi
Eek blev juris kandidat vid Stockholms högskola 1933, juris licentiat och juris doktor vid Uppsala universitet 1942 samt docent i stats- och förvaltningsrätt där 1948-1955. Han författade bland annat Der Högbroforsenprozess, Zürich-Lpz (1936), Om Tryckfriheten (1942), Socialpolitiken inför internationellt forum (1951), Socialrätt (1954), Om främlingskap (1955), Juridikens termer (1958), Peremptory norms and private international law (The Hague Academy of International Law) och Folkrätten (1968).
Eek invaldes som korresponderande ledamot av Örlogsmannasällskapet 1968. Han var hedersledamot vid Gotlands nation i Uppsala.

## Familj
Hilding Eek var son till major Carl Eek och Ingrid Eek, född Lindsström. Han var gift första gången 1935–1950 med biblioteksassistent Elisabeth Adde, dotter till förste bibliotekarie Gustaf Adde och Lisi Adde, född Christensen och andra gången från 1950 med filosofie doktor Helen Moats, dotter till Benjamin Moats och Mary Pincomb. Hilding Eek var far till tv-journalisten Jonas Eek och Anne Eek.